# Salut Québec
Salut Québec est un album compilation de chansons québécoises sorti le 11 juin 2002.

## Liste des chansons
1. Tout l'monde est malheureux - Gilles Vigneault
2. J'ai souvenir encore - Claude Dubois
3. Le rendez-vous - Pauline Julien
4. Frédéric - Claude Léveillée
5. Je reviens chez nous - Jean-Pierre Ferland
6. Jigue et Jazz - Claude Léveillée
7. La Manic - Georges Dor
8. Lindberg - Robert Charlebois
9. Au Chant de l'alouette - Les Karrik
10. Le Grand Six-Pieds - Claude Gauthier
11. La Prison de Londres - Louise Forestier
12. Le frigidaire - Tex Lecor
13. Dixie - Harmonium
14. La Bitt à Tibi - Raoul Duguay
15. V'la l'bon vent - Les Séguin
16. Viens danser - Fiori-Séguin